# Chico Teixeira
Francisco Teixeira de Oliveira, mais conhecido como Chico Teixeira  (São Paulo, 22 de janeiro de 1980), é um músico, cantor e compositor brasileiro.
Filho do também cantor e compositor Renato Teixeira, Chico trabalhou com o pai e com Zé Geraldo no álbum  "O Novo Amanhece" - que também é o título de uma canção de Renato Teixeira, em 1999. Iniciou a carreira solo em 1999, apresentando-se em bares e casas noturnas de São Paulo.
Em 2000 voltou a trabalhar com seu pai, como roadie e assistente de palco. Também tocou no álbum Rolando Boldrin & Renato Teixeira e  acompanhou Pena Branca em shows.
Lançou em 2002 o seu primeiro disco, Chico Teixeira, gravado apenas com voz e violão. O lançamento independente vendeu cerca de 5 mil cópias
Em 2011, gravou o segundo disco, Mais que o viajante, com participações de Gabriel Sater e Dominguinhos.
Em 2017 lançou o disco "Raízes Sertanejas - Ao Vivo", com participações especiais de Renato Teixeira e Sérgio Reis.